# Государственные школы округа Колумбия
Государственные школы округа Колумбия (англ. District of Columbia Public Schools, сокр. DCPS) — местная система государственных школ округа Колумбия в США.
Отличается от Совета государственной чартерной школы округа Колумбия — организации, которая управляет государственными чартерными школами в округе.
По состоянию на 2013 год количество государственных школ округа Колумбия насчитывалось 111 из 238 всех начальных и средних учебных заведений округа. Эти школы охватывают период от дошкольного образования до двенадцатого класса. С 2000 года воспитанники детских садов поступают в школу в возрасте пяти лет и учатся до 18 лет. Учёба в школах начинаются в последний понедельник августа; учебный день обычно длится около шести часов.
Этническая разбивка учащихся, зачисленных в 2014 году, составляла: 67 % черных, 17 % латиноамериканцев, 12 % белых неиспаноязычных и 4 % представителей других рас. По состоянию на 2020/2021 учебный год в школах было 49 896 учеников и 4 335 преподавателей. По данным Бюро переписи населения США, бюджет Государственных школ округа Колумбия составлял 1,2 миллиарда долларов; в 2009/2010 финансовом году на одного ученика было потрачено 29 409 долларов. В 2010 году средняя зарплата педагога составляла 67 000 долларов (в год).

Некоторые школы округа Колумбия
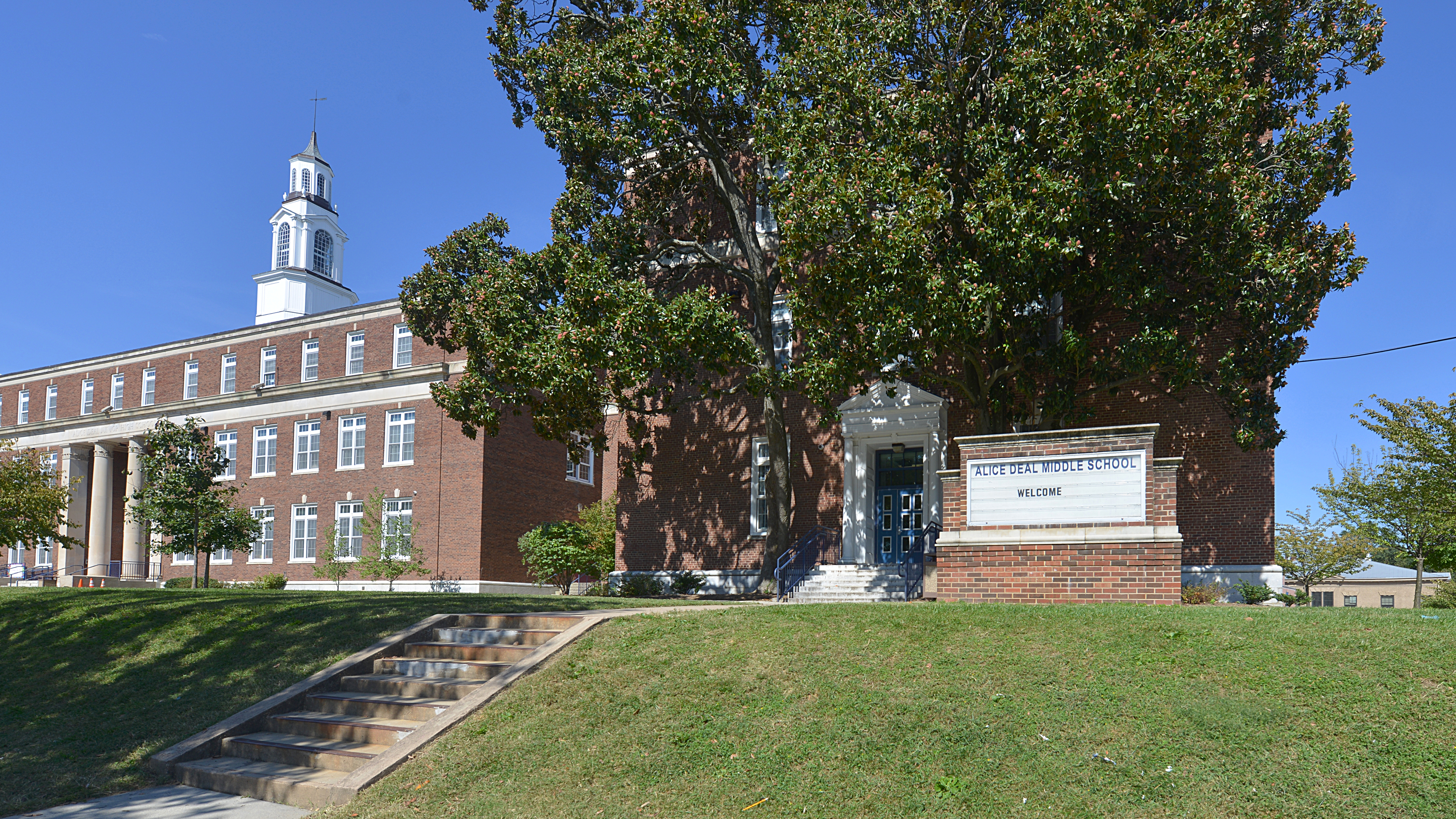
Alice Deal Middle School
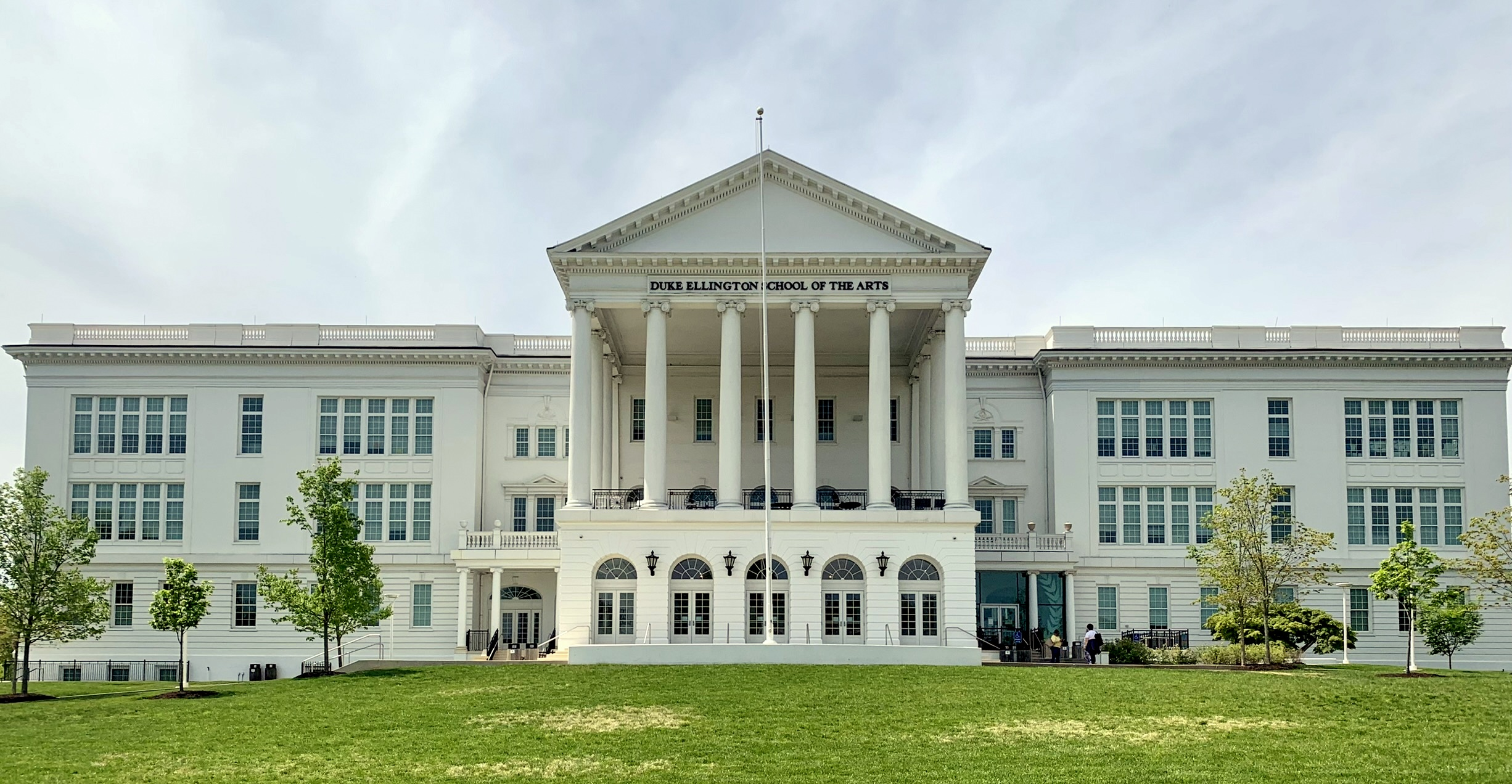
Duke Ellington School of the Arts
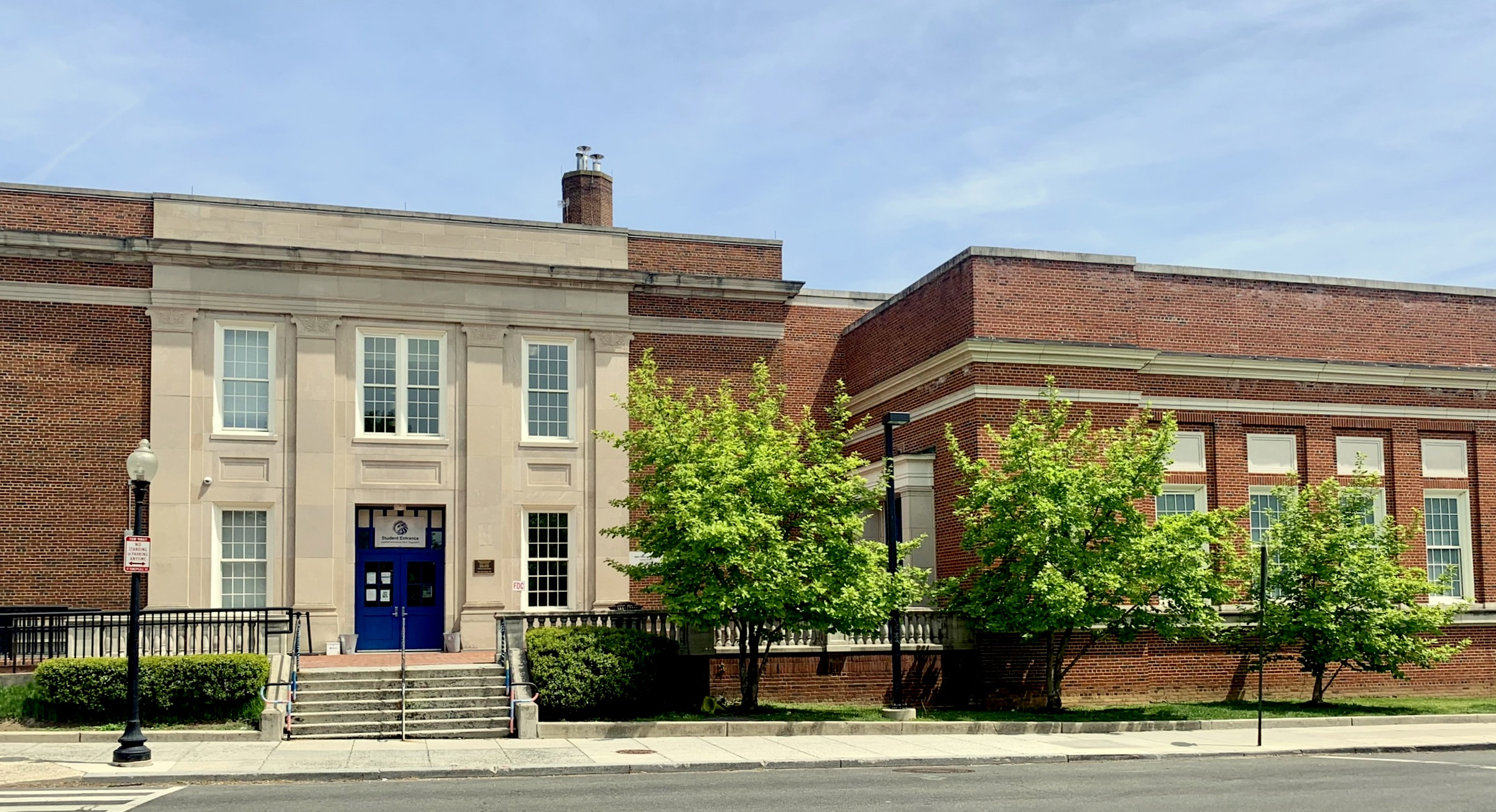
Hardy Middle School
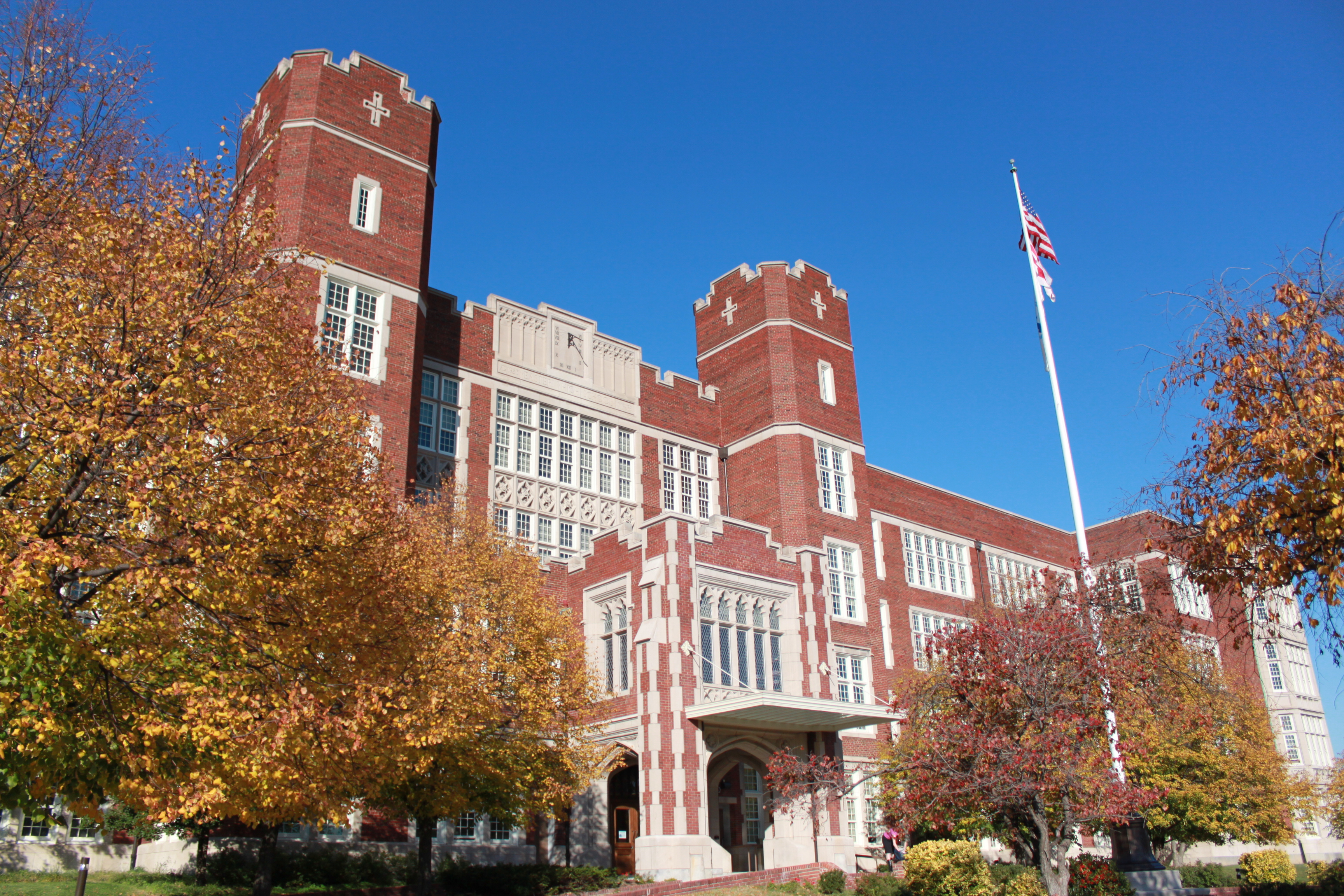
Eastern High School